# Endemol Shine Brasil
Endemol Shine Brasil é uma das maiores produtoras independentes de mídia do Brasil. A empresa faz parte da Banijay Group, uma rede mundial de empresas de produção que abrange 22 países.
No Brasil, a Endemol é mais conhecida por produzir o Big Brother Brasil (2002–presente) e MasterChef Brasil (2014–presente).

## História
Em 2002, a Endemol entra no Brasil através da formação de uma joint venture com a Rede Globo, a Endemol Globo. A empresa produz o Big Brother Brasil, Jogo Duro e Hipertensão outros formatos também são exibidos em quadros dentro do Caldeirão do Huck e Domingão do Faustão. Mesmo com a parceria com a Globo, a Endemol Globo também produz atrações para outras emissoras, como Um Contra Cem e Topa ou Não Topa no SBT. Na Pressão, É o Amor, Zero Bala, Busão do Brasil na Rede Bandeirantes. O Último Passageiro, Saturday Night Live e Estação Teen na RedeTV!. Extreme Makeover Social na Record.
Em 2007 a Endemol começou uma operação separada, subsidiária integral, a Endemol Brasil, cuja primeira produção foi o programa exibido pelo SBT, Um Contra Cem versão local do 1 vs. 100; com isso, a partir da criação da empresa ela poderá iniciar produções separadamente com outras emissoras. Desde sua fundação em 2007 Daniela Busoli, diretora-geral da Endemol Brasil deixou a administração para ir trabalhar na Fremantle, sendo substituída por Juliana Algañaraz.
A joint venture foi desfeita em 2016, quando a Endemol Shine Group passou a controlar diretamente todas as operações da empresa no Brasil.
Em 2021, Juliana Algañaraz deixou a empresa e o cargo de CEO passou a ser ocupado por Nani Freitas, antiga VP de Produção da empresa.

Logotipos utilizados pela Endemol Shine Brasil
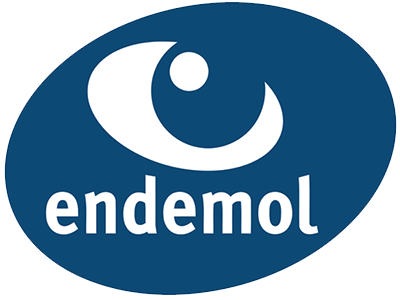
2007–2015
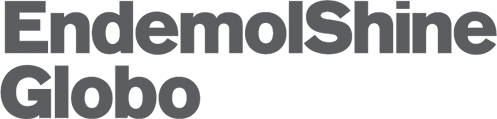
2015–2020
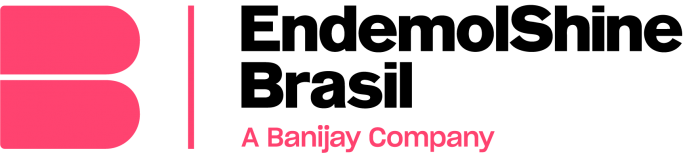
2020–presente

## Produções
A Endemol possui várias marcas de programas e formatos de televisão voltados para diferentes grupos demográficos. Alguns de seus programas e formatos mais conhecidos produzidos por suas muitas subsidiárias (passadas e presentes) são:
| Ano  | Programa                    | Original                        | Emissora    | Distribuição         |
| ---- | --------------------------- | ------------------------------- | ----------- | -------------------- |
| 2002 | Hipertensão                 | Fear Factor                     | TV Globo    | Endemol Globo        |
| 2002 | Big Brother Brasil          | Big Brother                     | TV Globo    | Endemol Globo        |
| 2002 | Amor a Bordo                | Love Boat                       | TV Globo    | Endemol Globo        |
| 2002 | Fama                        | Operación Triunfo               | TV Globo    | Endemol Globo        |
| 2002 | Acorrentados                | Chains of Love                  | TV Globo    | Endemol Globo        |
| 2002 | Guerra dos Sonos            | Exhausted                       | TV Globo    | Endemol Globo        |
| 2002 | Ilha da Sedução             | Temptation Island               | SBT         | Endemol Globo        |
| 2004 | Na Pressão                  | Choose or Lose                  | Band        | Endemol Globo        |
| 2005 | Dança dos Famosos           | Strictly Come Dancing           | TV Globo    | Endemol Globo        |
| 2006 | Topa ou não Topa            | Deal or No Deal                 | SBT         | Endemol Globo        |
| 2007 | Circo do Faustão            | Circus with Celebrities         | TV Globo    | Endemol Globo        |
| 2008 | É o Amor                    | All You Need is Love            | Band        | Endemol Globo        |
| 2009 | Maratona do Faustão         | Wipeout                         | TV Globo    | Endemol Globo        |
| 2009 | Zero Bala                   | Go!                             | Band        | Endemol Globo        |
| 2009 | Jogo Duro                   | Estate of Panic                 | TV Globo    | Endemol Globo        |
| 2009 | Um Contra Cem               | 1 vs. 100                       | SBT         | Endemol Shine Brasil |
| 2009 | O Último Passageiro         | The Last Passenger              | RedeTV!     | Endemol Shine Brasil |
| 2009 | Se Vira Na Cozinha          | Can't Cook Won't Cook           | Record      | Endemol Shine Brasil |
| 2010 | Receita Pop                 | Ready Steady Cook               | RedeTV!     | Endemol Shine Brasil |
| 2010 | Busão do Brasil             | The Bus                         | Band        | Endemol Shine Brasil |
| 2010 | Extreme Makeover Social     | Extreme Makeover: Home Edition  | Record      | Endemol Shine Brasil |
| 2011 | Um Milhão na Mesa           | The Money Drop                  | SBT         | Endemol Shine Brasil |
| 2011 | Rola ou Enrola?             | Conveyor Belt of Love           | SBT         | Endemol Shine Brasil |
| 2012 | Amazônia                    | Original                        | Record      | Endemol Shine Brasil |
| 2012 | Saturday Night Live         | Saturday Night Live             | RedeTV!     | Endemol Shine Brasil |
| 2013 | Além do Peso                | A Question of Weight            | Record      | Endemol Shine Brasil |
| 2014 | Esse Artista Sou Eu         | Your Face Sounds Familiar       | SBT         | Endemol Shine Brasil |
| 2014 | MasterChef Brasil           | MasterChef                      | Band        | Endemol Shine Brasil |
| 2015 | Batalha dos Confeiteiros    | Next Great Baker                | Record      | Endemol Shine Brasil |
| 2015 | MasterChef Júnior           | MasterChef Junior               | Band        | Endemol Shine Brasil |
| 2015 | Lucky Ladies                | Lucky Ladies                    | Star Life   | Endemol Shine Brasil |
| 2016 | Escola para Maridos         | Escuela para Maridos            | Star Life   | Endemol Shine Brasil |
| 2016 | MasterChef Profissionais    | MasterChef: The Professionals   | Band        | Endemol Shine Brasil |
| 2017 | Pesadelo na Cozinha         | Ramsay's Kitchen Nightmares     | Band        | Endemol Shine Brasil |
| 2017 | Dancing Brasil              | Dancing with the Stars          | Record      | Endemol Shine Brasil |
| 2017 | Show dos Famosos            | Your Face Sounds Familiar       | TV Globo    | Endemol Shine Brasil |
| 2018 | Canta Comigo                | All Together Now                | Record      | Endemol Shine Brasil |
| 2018 | 1 por Todos                 | Original                        | Band        | Endemol Shine Brasil |
| 2018 | Dancing Brasil Junior       | Dancing with the Stars: Juniors | Record      | Endemol Shine Brasil |
| 2019 | The Four Brasil             | The Four: Battle for Stardom    | Record      | Endemol Shine Brasil |
| 2019 | Famílias Frente a Frente    | Family Food Fight               | SBT         | Endemol Shine Brasil |
| 2020 | Hair: O Reality dos Cabelos | Hair                            | Record      | Endemol Shine Brasil |
| 2020 | Extreme Makeover Brasil     | Extreme Makeover: Home Edition  | GNT         | Endemol Shine Brasil |
| 2020 | O Crush Perfeito            | Dating Around                   | Netflix     | Endemol Shine Brasil |
| 2020 | Canta Comigo Teen           | Original                        | Record      | Endemol Shine Brasil |
| 2020 | Game dos Clones             | Game of Clones                  | Prime Video | Endemol Shine Brasil |
| 2021 | Ilhados com Beats           | Original                        | Instagram   | Endemol Shine Brasil |
| 2021 | No Limite                   | Survivor                        | TV Globo    | Endemol Shine Brasil |
| 2021 | The Masked Singer Brasil    | King of Mask Singer             | TV Globo    | Endemol Shine Brasil |
| 2021 | Rio Shore                   | Jersey Shore                    | MTV         | Endemol Shine Brasil |
| 2021 | Casamento às Cegas: Brasil  | Love Is Blind                   | Netflix     | Endemol Shine Brasil |
| 2022 | Queen Stars Brasil          | Original                        | Max         | Endemol Shine Brasil |
| 2022 | A Ponte: The Bridge Brasil  | The Bridge                      | Max         | Endemol Shine Brasil |
| 2022 | Iron Chef: Brasil           | Iron Chef                       | Netflix     | Endemol Shine Brasil |
| 2024 | Quilos Mortais Brasil       | My 600-lb Life                  | Max         | Endemol Shine Brasil |
| 2024 | Muquiranas Brasil           | Extreme Cheapskates             | Max         | Endemol Shine Brasil |
| 2024 | Ilha da Tentação Brasil     | Temptation Island               | Prime Video |                      |